# 沼尻鉱山
沼尻鉱山（ぬまじりこうざん）は、福島県猪苗代町にかつて存在した硫黄鉱山である。
安達太良山の西側斜面を鉱区としており、江戸時代には会津藩と二本松藩が権利を争った。明治時代に入り、民間による開発が進むと開発は盛んになり、噴火による被害を乗り越え、一時は年間一万トンを超える硫黄を産出する規模となった。1900年の噴火では鉱山に火砕流が到達し、多くの死者を出している。採掘された硫黄の搬出のために沼尻鉄道が敷設され、その終点である沼尻駅へは、鉱山から索道で硫黄が輸送されていた。しかし、1960年代に入ると石油精製の副産物由来の硫黄が市場に流通、価格が急落し閉山を余儀なくされている。

## 歴史
- 1888年（明治21年）7月：欧米式の精錬方式を導入して採掘が活発化。沼尻鉱山発祥の地（沼ノ平）にて硫黄精錬開始。
- 1900年（明治33年）7月：安達太良山大噴火。火砕流が採掘場を襲い死者72名、負傷者10名の被害が発生。採掘事業が一時停止する。
- 1906年（明治39年）：採掘再開。
- 1907年（明治40年）4月：日本硫黄株式会社設立。精錬所を移設。
- 1908年（明治41年）：沼尻鉄道の軌道敷設を開始（後の磐梯急行電鉄）。
- 1913年（大正2年）5月：官設鉄道岩越線川桁駅 - 沼尻駅間の沼尻鉄道全線開通。
- 1964年（昭和39年）6月：株式会社日本硫黄観光鉄道に社名変更。
- 1967年（昭和42年）8月：磐梯急行電鉄株式会社に社名変更。
- 1968年（昭和43年）6月：沼尻鉱山閉山。

## その他
- 鉱山跡地付近は周辺の温泉の源泉地帯になっており、沼尻元湯と呼ばれ野湯が楽しめる。（硫化水素が滞留している危険性があるので注意）。